# Rosen Kirilov
Rosen Kirilov (em búlgaro: Росен Кирилов - Vidin, 4 de janeiro de 1973) é um ex-futebolista búlgaro. Atualmente é assistente técnico no CSKA Sofia.

## Carreira
Em clubes, Kirilov se destacou no Litex Lovech, onde teve duas passagens de 1996 a 1999 e de 2001 a 2007.

## Seleção
Pela Seleção Búlgara jogou a Copa de 1998 e a Eurocopa de 2004.